# Tatort: Rot – rot – tot
Rot – rot – tot (alternativ: rot..rot..tot) ist ein Fernsehfilm aus der Fernseh-Kriminalreihe Tatort der ARD und des ORF. Der Film wurde vom SDR produziert und am 1. Januar 1978 zum ersten Mal gesendet. Er ist die 83. Folge der Tatort-Reihe, der achte mit Kommissar Lutz.

## Handlung
Versicherungsmathematiker Konrad Pfandler wohnt mit seiner weitaus jüngeren zweiten Frau Julia und seinem Sohn Uwe in einer Villa im vornehmen Stuttgarter Stadtteil Killesberg. Da er seine jüngere Frau nicht in allen Dingen zufriedenstellen kann, nimmt er ihre Seitensprünge mit jüngeren Männern einfach in Kauf. Sein Sohn Uwe leidet unter der übergroßen Persönlichkeit des Vaters und ertränkt seine Komplexe meistens im Alkohol.
Die Eskapaden seiner Frau und das dauernde Alleinsein kränken Pfandler aber zunehmend, und deswegen plant er, Julia umzubringen. Da seine Frau rote Haare hat, erdrosselt er zunächst zwei zufällig ausgewählte junge Frauen mit der gleichen Haarfarbe, um die Polizei auf eine falsche Spur zu bringen. Das gelingt auch zunächst. Kommissar Lutz glaubt, es handle sich um eine Mordserie, bei der gezielt rothaarige Frauen ermordet werden. In  Verdacht gerät zunächst Uwe.
Um nun Julia in die Reihe der Opfer zu bringen, lockt Pfandler sie in einen Park, indem er telefonisch angibt, er habe sich während eines Spaziergangs den Fuß verstaucht und sie solle ihn abholen. Als sie dort ankommt, erdrosselt er sie mit einem Strick. Doch er macht einen Fehler: Julia hat sich aus Angst vor dem vermeintlichen Serienmörder eine schwarze Perücke aufgesetzt. Pfandler vergräbt diese anschließend in Panik im Garten. Doch Lutz findet sie mit Hilfe von Pfandlers Hund. Der überführte Pfandler sieht als einzigen Ausweg nur noch den Freitod und erschießt sich in seinem Arbeitszimmer.

## Hintergrund
Dieser Tatort ist der nach Zuschauerzahl erfolgreichste Tatort aller Zeiten. Der Film erzielte bei seiner Erstausstrahlung 26,57 Millionen Zuschauer und 65 % Marktanteil.

### Drehorte
Die Anfangsszene, in der Julia Pfandler mit ihrem Cabrio eine Steige hinauffährt, spielt unterhalb des Bismarckturms in Stuttgart. Bei dem Weg hinauf zum Turm handelt es sich jedoch um einen Weg, der heute nur noch für Fußgänger benutzbar ist. Als Drehort für die Villa der Pfandlers diente eine Villa in der Feuerbacher Heide. Die Szene, in der Konrad Pfandler früh morgens auf seine Frau wartend auf einer Parkbank sitzt und sie anschließend tötet, nachdem sie zu Fuß mit dem Hund zu ihm gekommen war, spielt nicht im Höhenpark Killesberg, sondern auf der in Wirklichkeit etwa 4 km entfernten Karlshöhe. Die Treppen durch die Reben, die Pfandler zur Flucht nimmt, münden direkt in einen Weg, der zu der Telefonzelle am Fuß der Willy-Reichert-Staffel/Ecke Humboldtstraße führt, aus der er zuvor seine Frau angerufen hat und an der später auch der Hund die Polizei vorbeiführt.

## Kritik
TV Spielfilm gab den Daumen nach oben und bemerkte: „Da brodelt's im schwäbischen Wohlstandsmilieu.“